# Iron Man (film)
 For alternative betydninger, se Iron Man (flertydig). (Se også artikler, som begynder med Iron Man)
Iron Man er en amerikansk superheltefilm fra 2008 baseret på den fiktive Marvel Comics-karakter Iron Man. Filmen er instrueret af Jon Favreau, og handler om Tony Stark (Robert Downey Jr.), en industri-milliardær som bliver taget til fange af terrorister i Afghanistan. Beordret til at bygge et missil for dem ved navn "The Jericho", bruger Stark i stedet sine evner til at bygge en dragt af stål og elektronik sammen med medfangen Yinsen. Det lykkedes ham at flygte. Tilbage i USA viderudvikler Stark sin jerndragt og bliver den teknologisk avancerede superhelt Iron Man.
Filmen havde premiere på Greater Union teater 14. april 2008. Filmen fik verdensomspænende premiere 30. april 2008.

## Medvirkende
| Skuespillere      | Rolle                     | Noter |
| ----------------- | ------------------------- | ----- |
| Robert Downey Jr. | Tony Stark/Iron Man       |       |
| Terrence Howard   | Jim Rhodes                |       |
| Gwyneth Paltrow   | Virginia "Pepper" Potts   |       |
| Jeff Bridges      | Obadiah Stane/Iron Monger |       |
| Shaun Toub        | Yinsen                    |       |
| Samuel L. Jackson | Nick Fury                 |       |
| Faran Tahir       | Raza                      |       |
| Leslie Bibb       | Christine Everhart        |       |
| Bill Smitrovich   | Air Force General Gabriel |       |
| Jon Favreau       | Happy Hogan               |       |